# Executable and Linking Format
Das Executable and Linking Format (kurz: ELF) beschreibt das Standard-Binärformat ausführbarer Programme, Bibliotheken und von Speicherauszügen unter vielen UNIX-ähnlichen Betriebssystemen wie beispielsweise Linux oder FreeBSD; es wird aber mittlerweile auch von anderen Systemen verwendet.

## Geschichte
Das Format wurde ursprünglich von den Unix System Laboratories entwickelt und wurde 1993 vom Tool Interface Standard Committee im Rahmen des Tool Interface Standard (TIS) als Standard für ausführbare Programme akzeptiert. 1995 wurde das Format in Linux eingeführt, da es schneller und flexibler als die früher verwendeten Formate a.out und COFF war.

## Technische Eigenschaften
Besonderheiten dieses Formats sind unter anderem das dynamische Linken und Laden, die problemlose Kontrolle von bereits laufenden Programmen und die einfache Möglichkeit, dynamische Bibliotheken zu erzeugen. Dabei ist die Repräsentation der Kontrolldaten im Gegensatz zu anderen proprietären Formaten in einer ELF-Datei stets plattformunabhängig. Es bietet ferner die Möglichkeit, Objektdateien zu identifizieren, zu parsen und sie gleichzeitig zu interpretieren, also auszuführen.
Das ELF-Format bietet nicht die Möglichkeit von Fat Binaries, d. h. Code für mehr als eine Zielplattform (etwa x86 und ARM) in derselben Binärdatei zu speichern. Eine ELF-Erweiterung namens FatELF, die diese Fähigkeit nachrüstet, hat sich bis heute nicht durchsetzen können.
Die Laufzeitbibliothek libelf ist ein nützlicher Helfer, um ELF-Dateien zu handhaben, beispielsweise Informationen auszulesen.

### Aufbau
Eine ELF-Datei besteht üblicherweise aus folgenden Teilen:
- Kopfinformationen (ELF header)
- Programmkopf-Tabelle (program header table) mit der Beschreibung der zu ladenden Segmente
- die Sektionen (ELF sections), welche unter anderem Code und Daten beinhalten
- Sektionskopf-Tabelle (section header table)

### Dateitypen
Die drei Hauptarten von ELF-Dateien sind
- executable
- relocatable
- shared object

Alle Dateitypen beinhalten den Code, die Daten und Informationen über das Programm, sowie die Zielarchitektur und -betriebssystem.

#### Executable
Dieser Dateityp enthält ein Programm und liefert die nötigen Informationen für das Betriebssystem, um es im virtuellen Adressraum eines Prozesses richtig zu platzieren.

#### Relocatable
Dieser Dateityp beschreibt, wie er mit anderen Objektdateien verlinkt werden muss, damit daraus eine ausführbare Datei oder eine dynamische Bibliothek produziert werden kann.

#### Shared object
Dieser Dateityp beinhaltet Informationen, die für das dynamische Linken von Bibliotheken (shared libraries) notwendig sind, wird aber auch für Executables mit positionsunabhängigem Code verwendet.

## FatELF: Universal Binaries for Linux

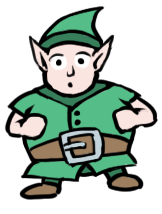
Logo der Linux-Fat-Binary-Implementierung FatELF

FatELF ist eine ELF-Binärformat-Erweiterung, entwickelt von Ryan C. Gordon, welche Fat-binary-Fähigkeiten hinzufügt. Neben verschiedenen CPU-Architekturen mit variierenden Datenwortgrößen (beispielsweise 32-Bit- oder 64-Bit-Systeme) oder Byte-order können auch Software-Plattformvariationen unterstützt werden, wie verschiedene OS-ABIs (oder Versionen). Eine Beispielimplementierung für Ubuntu 9.04 ist verfügbar. Eine Integration in den Linuxkernel steht noch aus.